# Холл, Хуанита
Хуанита Холл (англ. Juanita Hall; 6 ноября 1901, Кейпорт, Нью-Джерси — 28 февраля 1968, Бэй-Шор, Нью-Йорк) — американская актриса театра и кино. Запомнилась во многом благодаря участию в мюзиклах Роджерса и Хаммерстайна, в том числе в «Юге Тихого океана», за роль Кровавой Мэри в котором она получила премию «Тони» в категории «Лучшая женская роль второго плана в мюзикле».

## Биография
Родилась в Кейпорте, штат Нью-Джерси в 1901 году. После окончания школы уезжает в Нью-Йорк и поступает в Джульярдскую школу. В 1930-е годы была ведущей солисткой и помощницей режиссёра в хоре Холла Джонсона. Также девушка трудилась на так называемом Чёрном Бродвее, где её заметили Роджерс и Хаммерстайн. Она начинает играть в таких постановках как «Юге Тихого океана» в роли Кровавой Мэри и «Песня барабана цветов» в роли китайско-американской жительницы Бакбо.

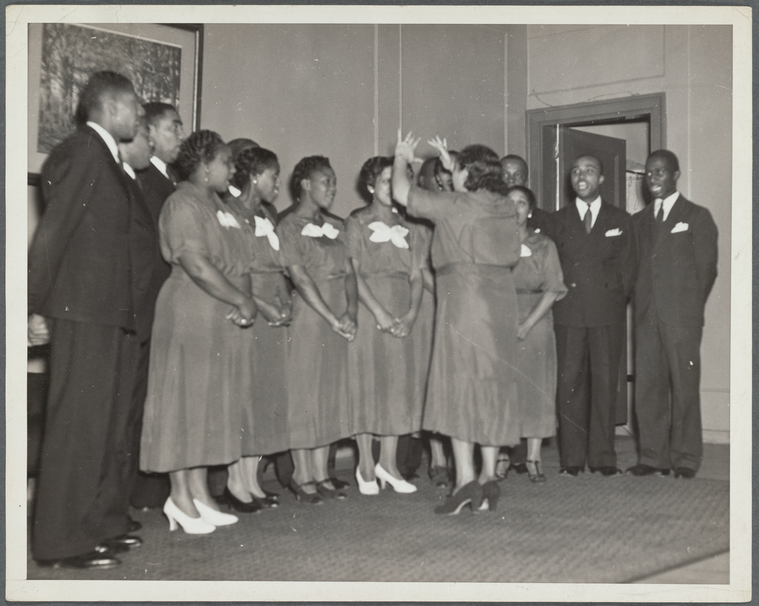
Хуанита Холл дирижирует своим хором

В 1950 году она стала первой чернокожей и первой актрисой вообще, которая получила премию «Тони» за лучшую женскую роль второго плана в мюзикле «Юге Тихого океана». Хуанита исполнила партию Кровавой Мэри 1925 раз за свою карьеру в театре Маджестик, начиная с 1949 года.
Помимо музыкальных постановок в театре, Хуанита заведовала собственным хором, с которым давала частные выступления, а также выступала по радио. В репертуар входили не только отдельные песни, но также и целые радиоспектакли.
В 1958 году она записывает свой первый альбом Juanita Hall Sings the Blues при участии таких музыкантов как Коулмен Хокинс, Клод Хопкинс, Бастер Бейли, Док Четмен и Джордж Дювивье. В том же году она соглашается исполнить роль Кровавой Мэри в музыкальном фильме по мотивам мюзикла «Юг Тихого океана», правда её вокальные партии, по просьбе Ричарда Роджерса, были переозвучены певицей Мюриель Смит, которая исполняла данную роль в лондонской постановке мюзикла. Позднее она снимается ещё в одной экранизации мюзикла «Песня барабана цветов», эта роль стала последней в её карьере.

## Фильмография
- Рай в Гарлеме (1939) – певица
- Чудо в Гарлеме (1948) – камео
- Безумство Гарлема 1949 года (1950)
- Юг Тихого океана (1958) – Кровавая Мэри
- Театр звезд Шлица (сериал, 1951 – 1959) — мамаша Солби
- Песня барабана цветов (1961) — тётушка Лиэн